# Industry, Maine
Industry är en kommun (town) i Franklin County i Maine. Vid 2010 års folkräkning hade Industry 929 invånare.